# Medaille van de Nationale Gendarmerie
De Medaille van de Nationale Gendarmerie (Frans: "médaille de la Gendarmerie nationale ") is een Franse militaire onderscheiding. Deze medaille werd op 5 september 1949 ingesteld en dient om de officieren, onderofficieren en manschappen van de gendarmerie, een deel van de Franse strijdkrachten, te kunnen onderscheiden.
De medaille wordt toegekend aan die gendarmes die vanwege hun moed en zelfopoffering in een Dagorder worden vermeld. Het is daarmee het equivalent van wat het Croix de guerre is voor leger, luchtmacht en marine. Het instellingsbesluit spreekt in dit verband van de "unieke moed en zelfopoffering bij de handhaving van de orde".
Een gendarme die de Medaille van de Nationale Gendarmerie verwerft krijgt daarmee extra dienstjaren toegerekend en komt eerder in aanmerking voor de medaille militaire.
De medaille kan ook worden ook worden toegekend aan niet-gendarmes die op speciale missies zij aan zij met de gendarmerie hebben gewerkt. De ongeveer 100.000 gendarmes vormen een para-militair politiekorps. Zij werken in Frankrijk en ook in het buitenland op vredesmissies en als bewakers van ambassades.
In de periode van 1950 tot oktober 2004 zijn 1839 medailles uitgereikt. Van 1950 tot 1962 werden 879 medailles toegekend waarvan iets meer dan de helft postuum. Van 1963 tot 1990 werden 376 medailles toegekend, waarvan iets meer dan een derde postuum, en na 1991 zijn 502 medailles toegekend, waarvan slechts 45 postuum. Deze getallen laten zien hoe hard ook de gendarmerie getroffen werd in onder andere de Algerijnse Oorlog die ontaardde in bomaanslagen en gevechten in Frankrijk zelf.

## De medaille
De bronzen medaille draagt op de voorzijde een afbeelding van een laat-middeleeuwse helm met pluimen en een gesloten vizier. Achter de helm is een zwaard zichtbaar. Het rondschrift luidt "GENDARMERIE NATIONALE". De medaille is aan het lint bevestigd met een verhoging in de vorm van een gestileerde granaat, die deel uitmaakt van de medaille.
Op de keerzijde staat "COURAGE DISCIPLINE" boven een lauwerkrans. In het midden is plaats voor een inscriptie.
De medaille wordt aan een blauw lint met brede gele middenbaan op de linkerborst gedragen. De boorden van het lint en de randen van de gele baan zijn wit. De kleur blauw is die die door de Gendarmerie voor uniformen wordt gebruikt en "bleu gendarme" wordt genoemd. Vóór 2004 droeg men voor iedere Eervolle Vermelding een bronzen granaat op het lint. Na 2004 werd de Medaille van de Nationale Gendarmerie gelijk behandeld als het in oorlogen uitgereikte Croix de guerre en het voor militaire moed in vredestijd bestemde Kruis voor Militaire Heldhaftigheid. Daarom werd ook voor op dit lint het systeem van sterren en palmen ingevoerd. Een bronzen ster voor een eervolle vermelding door de brigade, een zilveren ster voor een eervolle vermelding door een divisie en een verguld zilveren ("étoile de vermeil") ster voor een eervolle vermelding door een legerkorps. Voor een eervolle vermelding op legerniveau wordt een bronzen palm op het lint gedragen. Wie vijf bronzen palmen bezit mag deze door een zilveren palm vervangen. Deze sterren en palmen worden in kleinere vorm ook op de baton gedragen.